# Josep Rodoreda
Josep Rodoreda i Santigós (né à Barcelone le 13 février 1851 et mort à Buenos Aires le 9 octobre 1922), est un musicien et compositeur espagnol. Il a composé presque quatre cents œuvres de divers genres, dont beaucoup ont reçu des récompenses. Son œuvre la plus célèbre est le Virolai de la Vierge de Montserrat (1880), connue populairement sous le nom de Virolai, sur un texte de Jacint Verdaguer. Il a continué le travail de Anselmo Clavé (père du mouvement des orphéons) après de son décès (1874).

## Biographie
Il a étudié la musique à la Escolanía de Nuestra Señora del Remedio à Barcelone, sous la direction de Nicolau Manent (es). Il a été professeur de piano du Conservatoire supérieur de musique du Liceu de 1875 jusqu'en 1883. Il a été chef directeur de la Sociedad Coral Euterpe de 1876 jusqu'en 1886. En 1878 il a été nommé membre de la Real Academia de Ciencias Naturales y Artes de Barcelone. En 1886, il a été nommé directeur de la Banda Municipal de Música de Barcelone récemment créée  et la même année, de la nouvelle École Municipale de Musique de Barcelone. En 1898, il est parti à Saint-Sébastien pour diriger de la bande municipale de cette ville. 
Vers 1906, il est allé à Buenos Aires pour se charger de la direction artistique et des chaires de théorie supérieure, harmonie et composition du Conservatoire Thibaud-Piazzini, sans oublier la composition et la critique musicale, jusqu'à sa mort, en 1922.

## Œuvres
En 1880, l'année du millénaire de l'Abbaye de Montserrat, Rodoreda a été le vainqueur du concours musical qui avait été organisé à l'occasion des festivités. 68 partitions ont été présentées à ce concours. Il fallait mettre en musique le Virolai qu'avait écrit Jacint Verdaguer. Le Virolai de Rodoreda est devenu au XXe siècle non seulement un signe de spiritualité, mais aussi de catalanisme.
De sa vaste production, on peut détacher Patria, écrit sur des éléments traditionals catalans, l'Himno de la Exposición Universal de Barcelona (1888), l'oratorio Las Siete Palabras et la romance dramatique La noche en el bosque pour solistes, chœur et orchestre. Il a aussi laissé des écrits dans lesquels il se montre fervent admirateur de Richard Wagner.

## Source
- (es) Cet article est partiellement ou en totalité issu de l’article de Wikipédia en espagnol intitulé « Josep Rodoreda » (voir la liste des auteurs).